# Grand Prix-seizoen 1905
Het Grand Prix-seizoen 1905 was het laatste Grand Prix-jaar zonder een Grande Épreuve. Het seizoen begon op 15 februari en eindigde op 14 oktober na tien races.

## Kalender
| Datum        | Land             | Racenaam                      | Circuit              | Winnaar                  | Constructeur    | Verslag |
| ------------ | ---------------- | ----------------------------- | -------------------- | ------------------------ | --------------- | ------- |
| 15 februari  | Cuba             | Race van Cuba                 | Havana               | Ernesto Carricaburu      | Mercedes        | verslag |
| 30 mei       | Man              | Engelse G.B. Eliminatietrials | Isle of Man          | Clifford Earp            | Napier          | verslag |
| 16 juni      | Frankrijk        | Franse G.B. Eliminatierace    | Auvergne             | Léon Théry               | Richard-Brasier | verslag |
| 5 juli       | Frankrijk        | Gordon Bennett Cup            | Auvergne             | Léon Théry               | Richard-Brasier | verslag |
| 7 augustus   | België           | Ardennenrace                  | Bastenaken           | Victor Hémery            | Darracq         | verslag |
| 27 augustus  | Duitsland        | Circuitrace Frankfurt         | Oberforsthaus        | Fritz Opel               | Opel            | verslag |
| 3 september  | Duitsland        | Bahrenfeld                    | Trabrennbahn Hamburg | Henri Jeannin            | Argus           | verslag |
| 9 september  | Italië           | Coppa Florio                  | Brescia              | Giovanni Battista Raggio | Itala           | verslag |
| 23 september | Verenigde Staten | Vanderbilt Eliminatierace     | Long Island          | Albert Dingley           | Pope-Toledo     | verslag |
| 14 oktober   | Verenigde Staten | Vanderbilt Cup                | Long Island          | Victor Hémery            | Darracq         | verslag |

1894 · 1895 · 1896 · 1897 · 1898 · 1899 · 1900 · 1901 · 1902 · 1903 · 1904 · 1905 · 1906 · 1907 · 1908 · 1909 · 1910 · 1911 · 1912 · 1913 · 1914 · 1915 · 1916 · Eerste Wereldoorlog · 1919 · 1920 · 1921 · 1922 · 1923 · 1924 · 1925 · 1926 · 1927 · 1928 · 1929 · 1930 · 1931 · 1932 · 1933 · 1934 · 1935 · 1936 · 1937 · 1938 · 1939 · 1940-1945 (Tweede Wereldoorlog) · 1946 · 1947 · 1948 · 1949 
 Lijst van Grand Prix-wedstrijden voor 1950